# جريمة منظمة

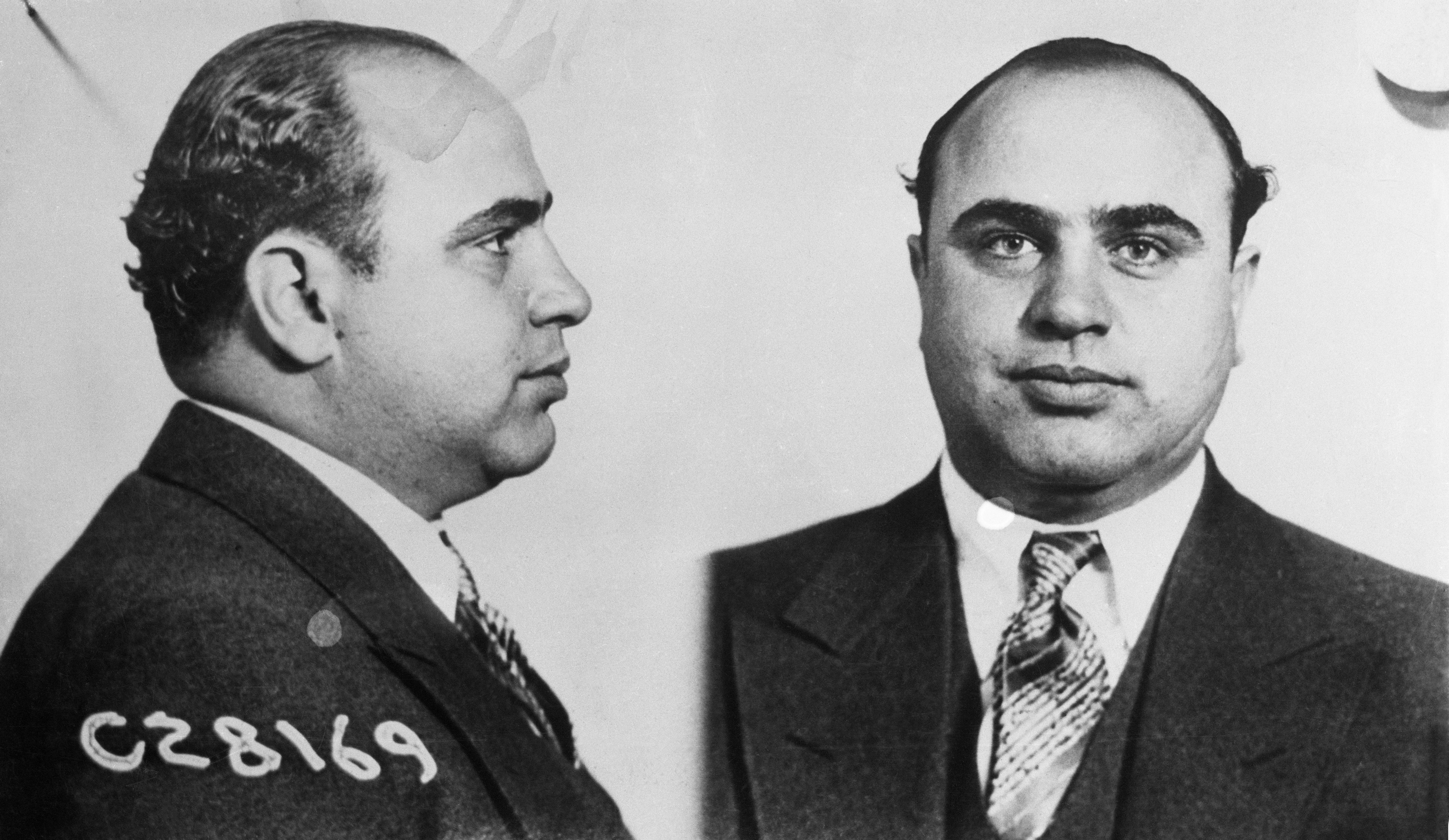

الجريمة المنظمة تصنف على أنها فئة من التجمعات لشركات ومشاريع عالية المركزية وتكون هذه التجمعات إما محلية أو دولية عابرة للحدود وتدار هذه الشركات عن طريق المجرمين الذين ينوون الانخراط في نشاط غير قانوني. في أغلب الأحيان تكون بهدف المال والربح، وبعض المنظمات الإجرامية مثل الجماعات الإرهابية تكون لها دوافع سياسية. .
وفي بعض الأحيان تجبُر هذه المنظمات الإجرامية الناس على القيام بأعمال تجارية معهم، كأن تقوم عصابة بجمع الأموال من أصحاب المحلات لما يسمى «الحماية». وقد تصبح العصابات منضبطة بما يكفي لكي تعتبر منظمة. ويمكن الإشارة إلى منظمة أو عصابة إجرامية بالمافيا أو بؤرة جريمة. وأيضاً يطلق على شبكة أو مجتمع المجرمين باسم العالم السفلي. يقوم علماء الاجتماع الأوربيون مثل «دييجو جامبيتا» بتعريف المافيا كنوع من أنواع المجموعات الإجرامية المنظمة التي تتخصص في توفير الحماية القانونية العالية للأفعال الغير قانونية. عمل غامبيتا الكلاسيكي على المافيا الصقلية يولد دراسة اقتصادية للمافيا، والتي لديها تأثير كبير على الدراسات المتعلقة بالمافيا الروسية، والمافيا الصينية، «ثالوث هونغ كونغ»، وأيضا الياكوزا اليابانية.
وقد تستخدم منظمات أخرى_ بما في ذلك الدول والجيوش وقوات الشرطة والشركات_ أحيانًا أساليب الجريمة المنظمة للقيام بأنشطتها، ولكن سلطاتها مستمدة من وضعها كمؤسسات اجتماعية رسمية.
وهناك دائماً ميل إلى التمييز بين الجريمة المنظمة والأشكال الأخرى للجريمة، مثل جرائم ذوي الياقات البيضاء والجرائم المالية والجرائم السياسية وجرائم الحرب وجرائم الدولة والخيانة. وهذا التمييز ليس واضحا دائماً، ويواصل الأكاديميون مناقشة هذه المسألة. على سبيل المثال: في الدول الفاشلة التي لم تعد قادرة على أداء الوظائف الأساسية مثل التعليم والأمن والحوكمة (عادة بسبب العنف المجزأ أو الفقر المدقع)، فإن الجريمة المنظمة والحوكمة والحرب تكمل بعضها البعض أحيانًا.
وقد استخدم مصطلح الأليغركية لوصف البلدان الديمقراطية التي تخضع مؤسساتها السياسية والاجتماعية والاقتصادية لسيطرة عدد قليل من الأسر أو الأليغاركس التجارية.
في الولايات المتحدة، يعرِّف قانون مكافحة الجريمة المنظمة (1970) الجريمة المنظمة بأنها الأنشطة غير المشروعة التي تقوم بها رابطة منظمات منظمة تنظيما عاليًا. كما يشار إلى عمليات الابتزاز على أنه عملية منظمة. وفي المملكة المتحدة، تقدر الشرطة أن الجريمة المنظمة تشمل ما يصل إلى 000 38 شخص يعملون في 000 6 مجموعة مختلفة. وبسبب تصاعد أعمال العنف في حرب المخدرات في المكسيك، وصف تقرير صادر عن وزارة العدل بالولايات المتحدة كارتلات المخدرات المكسيكية بانها «أكبر تهديد للجريمة المنظمة للولايات المتحدة».

## النماذج

### التنظيمية

#### شبكات المستفيدين
يتم تعريف شبكات المستفيدين كتفاعلات مرنة. وهي تنتج جماعات إجرامية تعمل كوحدات أصغر داخل الشبكة العامة، وتميل بالتالي إلى تقدير كلا من الآخرين المهمين أو صداقات البيئات الاجتماعية والاقتصادية، أو التقاليد. وتتكون هذه الشبكات عادة من:
- التسلسل الهرمي القائم «طبيعيا» على تشكيل التقاليد العائلية والاجتماعية والثقافية.
- التركيز المركب  للنشاط / العمل.
- نظم القيم الأخوية أو المحاباة.
- نشاط شخصي؛ بما في ذلك التنافس العائلي، والنزاعات الإقليمية، وتجنيد أفراد الأسرة وتدريبهم، إلخ.
- نظم التقاليد الراسخة بما في ذلك الدين والقيم الأسرية والتوقعات الثقافية والسياسة الطبقية وأدوار الجنسين، إلخ.
- آليات الاتصال وإنفاذ القوانين التي تعتمد على الهيكل التنظيمي، والآداب الاجتماعية، وتاريخ المشاركة الإجرامية، واتخاذ القرارات الجماعية.[13][14][15][16][17]

#### العمليات البيروقراطية/الشركات
وتعرف جماعات الجريمة المنظمة البيروقراطية / الشركات بالصلابة العامة في هياكلها الداخلية. وهي تركز أكثر على الطريقة التي تعمل بها العمليات أو تنجح أو تحافظ على نفسها أو تتجنب الانتقام، وهي تصنف عادة عن طريق:
- هيكل سلطة معقدة.
- تقسيم واسع للعمل بين الطبقات داخل المنظمة.
- الجدارة (بدلا من الخصائص الثقافية أو الاجتماعية).
- المسؤوليات التي تتم بطريقة غير شخصية.
- قواعد / لوائح مكتوبة مكثفة (بدلا من الممارسة الثقافية التي تملي العمل).
- الاتصال السلمي (أي من الأعلى إلى الأسفل) وآليات إنفاذ القواعد.

ومع ذلك، فإن هذا النموذج من العملية لديه بعض العيوب:
إستراتيجية الاتصال من أعلى إلى أسفل هي عرضة للاعتراض، تزيد بشدة كلما اتجهت إلى أسفل التسلسل الهرمي حيث يجري إبلاغ.
- يؤدي الاحتفاظ بسجلات مكتوبة إلى تعريض أمن المنظمة للخطر ويعتمد على زيادة التدابير الأمنية.
- التسلل في المستويات الدنيا في التسلسل الهرمي يمكن أن يعرض المنظمة بأكملها للخطر (تأثير هرم البطاقات).
- الوفاة أو الإصابة أو السجن أو الصراعات الداخلية على السلطة تزيد بشكل كبير من انعدام الأمن في العمليات.

وفي حين تشدد العمليات البيروقراطية على العمليات التجارية والتسلسل الهرمي الاستبدادي القوي، فإنها تقوم على إرساء علاقات القوة بدلا من أن تكون هدفا مفرطا للحمائية أو الاستدامة أو النمو.

#### الشباب وعصابات الشوارع
وقد سجل تقدير لعصابات الشوارع الشبابية على الصعيد المحلي والتي قدمها هانيجان وآخرون زيادة بنسبة 35٪ بين عامي 2002 و 2010. وهناك ثقافة مميزة للعصابات تدعم العديد من المجموعات المنظمة، وليس كلها؛ أنه قد تتطور تلك الأرقام من خلال استراتيجيات التوظيف، وعمليات التعلم الاجتماعي في نظام ظالم والذي يعاني منه الشباب أو الأسرة أو الأقران المشاركون في الجرائم، والأفعال القسرية لجميع أشكال السلطة الجنائية. مصطلح «عصابة الشوارع» يشيع استخدامه بالتبادل مع «عصابة الشباب»، مشيرًا إلى مجموعات الشباب في الحي أو الشارع التي تفي بمعايير «العصابات». يعرف ميلر (1992) عصابة الشوارع بأنها رابطة ذاتية التكوين من الأقران، تجمعهم المصالح المتبادلة، مع قيادة محددة وتنظيم داخلي، يعملون بشكل جماعي أو كأفراد لتحقيق أغراض محددة، بما في ذلك القيام بنشاط غير قانوني والسيطرة على أو إقليم معين، أو منشأة، أو مؤسسة. ومن بين الأسباب التي تجعل الشباب ينضمون إلى العصابات حيث  يشعرون بالقبول، ويحصلون على المركز، ويزيدون من احترام الذات. كما أن  الشعور بالوحدة يجمع العديد من عصابات الشباب التي تفتقر إلى الجانب العائلي في المنزل.
«المناطق التي تمر بمرحلة انتقالية» وهي أحياء متدهورة مع سكان متغيرين. في مثل هذه المناطق تجد الصراع بين الجماعات والقتال وحروب العشائر والسرقة تعزز من التضامن والتماسك. كوهين (1955): انضم شباب الطبقة العاملة إلى عصابات بسبب الإحباط من عدم القدرة على تحقيق وضع جيد وبهدف الوصول  للطبقة الوسطى. كلود أند أوهلين (1960): منع الفرص، والتوزيع غير المتكافئ للفرص يؤدي إلى خلق أنواع مختلفة من العصابات (أي أن البعض ركز على السرقة وسرقة الممتلكات، وبعضهم على القتال والصراع، وكان البعض منهم يقوم بالتركيز على تناول المخدرات). سبيرجيل (1966) كان واحدا من أول علماء الجريمة للتركيز على الممارسة القائمة على الأدلة بدلا من الحدس في حياة وثقافة العصابات. وتؤدي المشاركة في الأحداث المتصلة بالعصابات أثناء المراهقة إلى إدامة نمط من سوء المعاملة على أطفالهم بعد سنوات. كلين (1971) مثل سبيرجيل درس الآثار المترتبة على تدخلات الأخصائيين الاجتماعيين. فالمزيد من التدخلات تؤدي بالفعل إلى زيادة مشاركة العصابات والتضامن والروابط بين الأعضاء. داونز أند روك (1988) حول تحليل باركر: نظرية الضغط تطبق مع نظرية وضع العلامات _من الخبرة مع الشرطة والمحاكم_ (أي أنك قد تخلق مجموعات اجرامية عند الضغط عليهم ووصفهم بصفات اجرامية)، نظرية السيطرة (الانخراط في المتاعب من الطفولة المبكرة والقرار النهائي بأن التكاليف تفوق الفوائد) ونظريات الصراع. وليس هناك أي مجموعة عرقية أكثر استعدادا للتورط في عصابات أكثر من غيرها، بل المشكلة هي حالة التهميش أو الاغتراب أو الرفض التي تجعل بعض المجموعات أكثر عرضة لتشكيل العصابات. وهذا أيضا سيتم احتسابه في تأثير الإقصاء الاجتماعي، وخاصة في شروط التوظيف والاحتفاظ بها.  وكل هذا أيضا قد يتم تعريفها حسب العمر (عادة الشباب) أو التأثر بالأقران، ودوام أو اتساق نشاطهم الإجرامي. وتشكل هذه المجموعات أيضا هويتها الرمزية أو تمثيلها العام الذي يمكن التعرف عليه من قبل المجتمع ككل (تشمل الألوان والرموز والبقع والأعلام والوشم).
وقد ركزت البحوث على ما إذا كانت العصابات لديها هياكل رسمية، وتسلسل هرمي واضح وقيادة بالمقارنة مع مجموعات بالغة (أي متطورة)، وعما إذا كانت عقلانية في السعي لتحقيق أهدافها، على الرغم من أن المواقف على الهياكل والتسلسل الهرمي والأدوار المحددة متضاربة. ومع دراسة عصابات الشوارع التي تورطت في التعامل مع المخدرات - وُجدَ أن هيكلهم وسلوكهم لديه درجة من العقلانية التنظيمية. ورأى الأعضاء أنفسهم أنهم مجرمين منظمين، وأن العصابات منظمات رسمية عقلانية،, وهياكل تنظيمية قوية، وأدوار محددة جيدا والقواعد التي توجه سلوك الأعضاء. أيضا لديها وسيلة محددة ومنتظمة للدخل (أي المخدرات). واتفق باديلا (1992) مع الاثنين المذكورين أعلاه. غير أن بعضهم وجد أن هذه البيانات فضفاضة وليست محددة جيدًا وتفتقر إلى التركيز المستمر، وكان هناك تماسك منخفض نسبيًا، وقليل من الأهداف المشتركة والهيكل التنظيمي القليل. وكانت المعايير المشتركة والقيمة والولاءات منخفضين، الهياكل فوضوية، القليل من تمايز الأدوار والتوزيع الواضح للعمل. وبالمثل، فإن استخدام العنف لا يتفق مع المبادئ الكامنة وراء حماية الأعمال غير القانونية، والتخويف السياسي، وأنشطة الاتجار بالمخدرات التي تستخدمها تلك المجموعات البالغة. وفي كثير من الحالات يترقى أعضاء العصابات من عصابات الشباب إلى مجموعات متطورة جدا من جماعة الجريمة المنظمة، وبعضهم على اتصال مع هذه النقابات، ومن خلال ذلك نرى ميلا أكبر للتقليد. (ديكر، 1998): العصابات والمنظمات الإجرامية التقليدية لا يمكن ربطها عالميا، ولكن هناك فوائد واضحة لكل من منظمة الشباب والعصابات البالغة من خلال ارتباطهم. وفيما يتعلق بالهيكل، لا توجد مجموعة واحدة من الجرائم، إلا أنها توجد في معظم الحالات أنماطًا واضحة المعالم للتكامل الرأسي (حيث تحاول الجماعات الإجرامية السيطرة على العرض والطلب)، كما هو الحال في الأسلحة والجنس والاتجار بالمخدرات.

### الفروق الفردية

#### الأعمال الحرة
وينظر نموذج الأعمال الحرة إما إلى المجرم الفردي، أو مجموعة أصغر من المجرمين المنظمين، التي تستفيد من «التنظيم الجماعي» الأكثر مرونة للجريمة المنظمة المعاصرة. ويتطابق هذا النموذج مع نظرية التعلم الاجتماعي أو الارتباط التفاضلي في أن هناك ارتباطات وتفاعلات واضحة بين المجرمين حيث يمكن تقاسم المعرفة أو القيم المفروضة، ولكن يقال أن الاختيار العقلاني غير ممثل في هذا النموذج. ويمكن اعتبار خيار ارتكاب فعل معين أو الارتباط بمجموعات الجريمة المنظمة الأخرى أكثر بكثير من كونه قرار قائم على نموذج الأعمال الحرة - مما يسهم في استمرار مشروع إجرامي، من خلال تعظيم الجوانب التي تحمي أو تدعم مكاسبهم الفردية. وفي هذا السياق، يمكن أيضا فهم دور المخاطر بسهولة، ومع ذلك فإنه من الممكن مناقشة ما إذا كان ينبغي النظر إلى الدافع الأساسي على أنه أعمال حرة حقيقية أو أعمال حرة كنتيجة لبعض الحرمان الاجتماعي.
المنظمة الإجرامية، تماما بنفس الطريقة التي يمكن بها للمرء أن يقيم المتعة والألم، يزن العوامل من حيث المخاطر القانونية والاجتماعية والاقتصادية لتحديد الأرباح والخسائر المحتملة من بعض الأنشطة الإجرامية. وتزداد عملية اتخاذ القرار هذه من الجهود التي يبذلها أعضاء المجموعة من تنظيم للمشاريع ودوافعهم والبيئات التي يعملون فيها. إن الانتهازية هي أيضا عامل أساسي - فمن المرجح أن تقوم الجماعات الإجرامية أو المنظمة منها بإعادة ترتيب الجمعيات الإجرامية التي تحتفظ بها، وأنواع الجرائم التي ترتكبها، وكيفية عملها في الساحة العامة (التجنيد، والسمعة..إلخ) من أجل ضمان الكفاءة، والرأسمالية وحماية مصالحهم.

#### نهج النموذج المتعدد
وتوفر الثقافة والعرقية بيئة يمكن فيها أن تكون الثقة والاتصال بين المجرمين فعالة وآمنة. وقد يؤدي ذلك في النهاية إلى ميزة تنافسية لبعض المجموعات، غير أنه من غير الدقيق اعتماد ذلك بوصفه العامل الوحيد المحدد للتصنيف في الجريمة المنظمة. ويشمل هذا التصنيف المافيا الصقلية، والجماعات الجامايكية، والجماعات الكولومبية للاتجار بالمخدرات، وجماعات الجريمة المنظمة النيجيرية، والمافيا الكورسيكية، والياكوزا اليابانية (أو بوريوكودان)، والجماعات الإجرامية الكورية والجماعات الإجرامية الصينية العرقية.
من هذا المنظور، الجريمة المنظمة ليست ظاهرة حديثة - بناء عصابات الجريمة من القرن السابع عشر والقرن الثامن عشر تستوفي جميع المعايير الحالية للمنظمات الإجرامية (في مواجهة نظرية المؤامرة الغريبة). وقد اجتاحت هذه المناطق الحدودية الريفية في أوروبا الوسطى التي شرعت في العديد من الأنشطة غير المشروعة نفسها المرتبطة بمنظمات الجريمة اليوم، باستثناء غسل الأموال. عندما ولدت الثورة الفرنسية قوية انتقلت العصابات الإجرامية إلى مناطق أخرى خاضعة للسيطرة السيئة مثل البلقان وجنوب إيطاليا، حيث زرعت بذور المافيا الصقلية - وهي محور الجريمة المنظمة في العالم الجديد.
| نوع النموذج              | البيئة                     | المجموعة             | العمليات                      | الآثار                                                                   |
| محلية                    | أساس تاريخي وثقافي         | عائلية أو تسلسل هرمي | السرية/الروابط ربط بالمتمردين | الفساد/النفوذ المحلي والمجتمع الخائف                                     |
| عابرة للحدود             | غير مستقر سياسيا وأقتصاديا | التكامل الرأسي       | غطاء شرعي                     | إمدادات مستقرة من السلع غير المشروعة                                     |
| المعاملات/عابرة للحدود   | أي شئ                      | مرنة وصغيرة الحجم    | عنف وانتهازية ومواجهة المخاطر | إمدادات غير مستقرة من السلع غير المشروعة                                 |
| المعاملات/ الأعمال الحرة | مناطق التكنولوجيا المتقدمة | أفراد وأزواج         | تعمل من خلال مشروع شرعي       | توفير الخدمات غير المشروعة مثل غسيل الأموال والاحتيال والشبكات الإجرامية |

## الأنشطة النموذجية
وتوفر جماعات الجريمة المنظمة مجموعة من الخدمات والسلع غير القانونية. وكثيرا ما تلحق الجريمة المنظمة بالضرر من خلال استخدام أنشطة الابتزاز أو السرقة والاحتيال مثل اختطاف شاحنات البضائع أو سرقة السلع أو الإخلال بالإفلاس المعروف أيضا باسم «الإغلاق» أو الاحتيال على التأمين أو الاحتيال في الأوراق المالية داخل التجارة. كما أن جماعات الجريمة المنظمة أيضا لها ضحايا من الأفراد عن طريق سرقة السيارات؛ إما للتفكيك في «متاجر الخردة» أو للتصدير، والسرقة الفنية، وسرقة البنوك، والسطو، وسرقة المجوهرات والأحجار الكريمة، ونشل المتاجر، والقرصنة، واحتيال بطاقات االإئتمان، والتجسس الأقتصادي، وا الاختلاس، سرقة الهوية، وتزوير الأوراق المالية واحتيال «الضخ والتفريغ»_تلاعب خاص بعمليات البورصة من خلال نشر أخبار ايجابية كاذبة عن بعض الأسهم من أجل تعلية سعرها_. وتقوم بعض جماعات الجريمة المنظمة بالاحتيال على الحكومات الوطنية عن طريق محاولة تزوير المشاريع العامة أو تزوير الأموال أو التهريب أو تصنيع الكحول غير الخاضع للضرائب (التهريب) أو السجائر (تهريب)، وتزويد العمال المهاجرين بتجنب الضرائب.
كما تسعى جماعات الجريمة المنظمة إلى إيجاد موظفين عموميين فاسدين في السلطة التنفيذية وإنفاذ القانون، بحيث يمكن أن تتجنب أنشطتها التحذيرات أو الملاحقة القضائية أو تتلقى تحذيرات مسبقة على أقل تقدير.
وتشمل أنشطة الجريمة المنظمة منح القروض بأموال عالية جدا، والاغتيال، والابتزاز، والتفجيرات، ووضع المراهنات، والقمار غير المشروع، وحيل الثقة، وانتهاك حقوق الملكية، وتزوير الملكية الفكرية، والمتاجرة بالسلع المسروقة، والاختطاف، والبغاء، والتهريب، والاتجار بالمخدرات، والاتجار بالأسلحة، وتهريب الأسلحة، وتهريب الآثار، والاتجار بالأعضاء، والقتل المأجور، وتزوير وثائق الهوية، وغسيل الأموال، والاحتيال على التأمين، وحلق النقاط، وتحديد الأسعار، والإلقاء غير المشروع للنفايات السمية، والتداول غير المشروع للمواد النووية، وتهريب المعدات العسكرية، وتهريب الأسلحة النووية، وتوفير الهجرة غير القانونية والعمالة الرخيصة، وتهريب الأشخاص، والاتجار بالأنواع المهددة بالانقراض، والاتجار بالبشر. وتضلع جماعات الجريمة المنظمة أيضا بمجموعة من أنشطة الأعمال التجارية والابتزازفي مجال العمل، مثل الكازينوهات، والتداول من الداخل، وإقامة احتكارات في صناعات مثل جمع القمامة، والبناء، وصب الأسمنت، وتزوير العطاءات، والفساد السياسي والبلطجة.

### العنف

#### الاعتداء
وقد تشكل ارتكاب جرائم العنف جزءا من أدوات منظمة إجرامية تستخدم لتحقيق أهداف إجرامية على سبيل المثال، دورها المهدد أو الحكمي أو القسري أو الإرهابي أو المتمرد، وذلك بسبب العوامل النفسية االاجتماعية. (مثل الصراع الثقافي، العدوان، والتمرد ضد السلطة، والحصول على المواد غير المشروعة، والديناميكية المضادة للثقافة)، أو قد تكون بحد ذاتها جريمة يتم اختيارها بشكل رشيد من قبل المجرمين الأفراد والجماعات التي يشكلونها. وتستخدم الاعتداءات من أجل التدابير القسرية، من أجل تعنيف المدينين بالأموال، أو المنافسين، أو من أجل ارتكاب عمليات السطو، أو فيما يتعلق بجرائم الممتلكات الأخرى، أو تعبير عن السلطة المضادة للثقافة؛ ويتم تطبيع العنف داخل المنظمات الإجرامية (في معارضة مباشرة للمجتمع السائد) والمواقع التي يسيطرون عليها.
وفي حين أن شدة العنف تعتمد على أنواع الجرائم التي تشارك فيها المنظمة (فضلا عن هيكلها التنظيمي أو تقاليدها الثقافية)، فإن الأعمال العدوانية تتفاوت على مقياس الاعتداءات الجسدية من منخفضة الدرجة إلى القتل. ويجب أن يفهم الضرر الجسدي والضرر الجسدي الخطير _في سياق الجريمة المنظمة_ على أنهما مؤشر على صراع اجتماعي وثقافي مكثف، ودوافع تتعارض مع أمن الجمهور، وعوامل نفسية اجتماعية أخرى.

#### القتل
وقد تطور القتل من جرائم الشرف والانتقام للياكوزا أو المافيا الصقلية التي وضعت أهمية جسدية ورمزية كبيرة على فعل القتل وأغراضه وعواقبه، إلى شكل أقل تمييزا بكثير من التعبير عن السلطة، وإنفاذ السلطة الجنائية، وتحقيق القصاص أو القضاء على المنافسة. وقد كان دور القاتل المأجور ثابتا بصفة عامة طوال تاريخ الجريمة المنظمة، سواء كان ذلك بسبب كفاءة أو فعالية تعيين قاتل محترف أو ضرورة الابتعاد عن ارتكاب الأعمال القاتلة (مما يجعل من الصعب إثبات المسؤولية). وقد يشمل ذلك اغتيال الشخصيات البارزة (العامة أو الخاصة أو الجنائية)، التي تعتمد مرة أخرى على السلطة أو القصاص أو المنافسة. ويجب النظر أيضا في عمليات القتل الانتقامية، والسطو المسلح، والنزاعات العنيفة على الأراضي الخاضعة للمراقبة، والجرائم المرتكبة ضد أفراد الجمهور، عند النظر في الدينامية بين مختلف المنظمات الإجرامية واحتياجاتهم المتضاربة.

#### الإرهاب
بالإضافة إلى ما يعتبر جريمة تقليدية منظمة تنطوي على جرائم مباشرة من غش واحتيال، وخداع، وابتزاز وغيرها من أفعال أخرى تندرج تحت طائلة قانون الكسب غير المشروع، والتي تنسب دوافع الأفعال لتراكم المكاسب النقدية، وهناك أيضا الجريمة المنظمة غير التقليدية التي هي من أجل كسب أو قبول سياسي أو إيديولوجي. وكثيرا ما توصف مجموعات الجريمة هذه بأنها مجموعات إرهابية.
ولا يوجد تعريف عالمي متفق عليه وملزم قانونًيا للإرهاب. إن التعريفات الشائعة للإرهاب لا تشير إلا إلى أعمال العنف التي تهدف إلى خلق الخوف والإرهاب، التي ترتكب لهدف ديني أو سياسي أو أيديولوجي، أو تستهدف عمدا سلامة غير المقاتلين (مثل أفراد عسكريين، أو محايدين، أو مدنيين) ، وتلتزم بها الوكالات غير الحكومية. وتشمل بعض التعاريف أيضا أعمال العنف والحرب غير المشروعة، ولا سيما الجرائم المرتكبة ضد الإنسانية (انظر محاكمات نورمبرغ)، فسلطات الحلفاء كانت تعتبر الحزب النازي الألماني ومنظماته شبه العسكرية والشرطة، والعديد من الجمعيات التابعة للحزب النازي كمنظمات إجرامية.
إن استخدام تكتيكات مماثلة من جانب المنظمات الإجرامية الحماية أعمالها الابتزازية أو لإنفاذ ميثاق الصمت لا يوصف عادة بالإرهاب على الرغم من أن هذه الأعمال نفسها يمكن وصفها بالإرهاب عندما تقوم به مجموعة ذات دوافع سياسية.
ومن بين المجموعات البارزة: تنظيم القاعدة، وجبهة تحرير الحيوان، وجيش الرب، وجيش التحرير الأسود، والعهد والسيف، وذراع الرب، وجبهة تحرير الأرض، والجيش الجمهوري الأيرلندي، وحزب العمال الكردستاني، ولشكر طيبة، والمنظمة الشيوعية 19، ومنظمة الأمر، والقوات المسلحة الثورية الكولومبية، وجيش التحرير التكافلي، وطالبان، جبهة الحرية المتحدة والطقس تحت الأرض.

#### أخرى
- الاتجار بالسلاح
- حرق الممتلكات المتعمد
- السخرة
- الابتزاز
- الابتزاز لحماية الأعمال وهو عن طريق ممارسات العنف أو قضايا الشرف أو اتباع أي وسائل إجرامية لابتزاز الأشخاص في مناصب تنفيذ القانون لحماية الأعمال الإجرامية.
- الاعتداء الجنسي

### الجرائم المالية
وتولد جماعات الجريمة المنظمة مبالغ كبيرة من الأموال عن طريق أنشطة من قبيل الاتجار بالمخدرات وتهريب الأسلحة والجرائم المالية. ولا تستفید من ذلك إلا إذا کان باستطاعتھا تمکینھا وتحویلھا إلی أموال متاحة للاستثمار في مشروع شرعي. والأساليب التي يستخدمونها لتحويل أموالهم القذرة إلى ممتلكات نظيفة تشجع على الفساد. وتحتاج جماعات الجريمة المنظمة إلى إخفاء المصدر غير القانوني للأموال. وهو يسمح بتوسيع مجموعات الجريمة المنظمة، حيث أن دورة غسيل الأموال هذه تعمل لتغطية درب المال وتحويل عائدات الجريمة إلى أصول قابلة للاستخدام. وغسل الأموال سيئ للتجارة الدولية والمحلية، والسمعة المصرفية والحكومات الفعالة وسيادة القانون. ومن شبه المستحيل حساب الأرقام الدقيقة لمبالغ العائدات الإجرامية التي تم غسلها، كما أشارت فرقة العمل المعنية بالإجراءات المالية المعنية بغسيل الأموال، وهي هيئة حكومية دولية أنشئت لمكافحة غسل الأموال، إلى أنه من المستحيل إنتاج تقدير موثوق لمبلغ الأموال المغسولة وبالتالي فإن فرقة العمل لا تنشر أي أرقام في هذا الصدد. ومع ذلك، في الولايات المتحدة تقدر أرقام غسيل الأموال وضعت ما بين 200 - 600 مليار دولار سنويًا في خلال  فترة التسعينات من القرن المنصرم وفقا لـ (مكتب الكونجرس الأمريكي 1995؛ روبنسون 1996)، وفي عام 2002 تم تقدير هذا المبلغ ما بين 500 مليار إلى 1 تريليون دولار سنويا وفقا لـ (الأمم المتحدة 2002)، مما يجعل الجريمة المنظمة ثالث أكبر شركة في العالم بعد تبادل النقد الأجنبي والنفط وفقا لـ (روبنسون 1996). ويعزى النمو السريع لغسل الأموال إلى ما يلي:
- حجم الجريمة المنظمة يحول دون كونها نشاطا تجاريا نقديا - فليس أمام الجماعات سوى خيار بسيط لتحويل عائداتها إلى أموال مشروعة وتفعل ذلك عن طريق الاستثمار، وعن طريق تطوير مشاريع تجارية مشروعة وشراء ممتلكات.
- عولمة الاتصالات والتجارة - جعلت النقل السريع للأموال عبر الحدود الدولية أسهل بكثير، حيث ظلت المجموعات تتغير باستمرار التقنيات لتجنب التحقيق.
- الافتقار إلى التنظيم المالي الفعال في أجزاء من الاقتصاد العالمي.

وغسيل الأموال هو عملية من ثلا مراحل:
- ملأ المكان: (وتسمى أيضا الغمر) مثل مجموعات «السنافر» كميات صغيرة في وقت واحد لتجنب الشك. والتخلص المادي من الأموال عن طريق تحويل أموال الجريمة إلى نظام مالي مشروع؛ وقد تنطوي على تواطؤ في المصارف، وخلط بين الأموال المشروعة وغير المشروعة، ومشتريات نقدية، وتهريب العملات إلى ملاذات آمنة.
- صنع طبقات: بإخفاء الطرق المؤدية للأموال لإحباط السعي وراءها . وهذه العملية تسمى أيضًا «الصابون الثقيل». وهي تنطوي على إنشاء مسارات ورقية كاذبة، وتحويل النقد إلى أصول عن طريق الشراء النقدي.
- التكامل: (وتسمى أيضا «المجفف»): جعله في الدخل الخاضع للضريبة النظيف من خلال المعاملات العقارية والقروض الوهمية، وتواطؤ البنك الأجنبي، ومعاملات الاستيراد والتصدير الكاذبة.

وسائل غسيل الأموال:
- مصادر مراسلات الأموال وأسواق شراء سلع الأموال السوداء، والقمار، وزيادة تعقيد مسار المال.
- البنوك المصرفية السوداء (تحليق المال)، ينطوي على «مصرفيين سريين في جميع أنحاء العالم».
- وكثيرا ما ينطوي ذلك على البنوك والمهنيين الشرعيين.

ويتمثل هدف السياسة في هذا المجال في جعل الأسواق المالية شفافة، وتقليل تداول الأموال الجنائية وتكلفتها في الأسواق المشروعة.

#### التزوير
وفي عام 2007، أبلغت منظمة التعاون الاقتصادي والتنمية عن نطاق المنتجات المقلدة لتشمل الأغذية والمستحضرات الصيدلانية ومبيدات الآفات والمكونات الكهربائية والتبغ وحتى منتجات التنظيف المنزلية بالإضافة إلى الأفلام العادية والموسيقى والأدب والألعاب وغيرها من الأجهزة الكهربائية والبرمجيات والأزياء. وهناك عدد من التغيرات النوعية في تجارة المنتجات المقلدة:
- زيادة كبيرة في السلع المقلدة التي تشكل خطرا على الصحة والسلامة.
- معظم المنتجات التي تستعيدها السلطات هي الآن أدوات منزلية بدلا من السلع الفاخرة.
- عدد متزايد من المنتجات التكنولوجية.
- يتم تشغيل الإنتاج الآن على نطاق صناعي.[64]

#### التهرب الضريبي
وقد تم تناول الآثار الاقتصادية للجريمة المنظمة من عدد من المواقف النظرية والتجريبية على السواء، بيد أن طبيعة مثل هذا النشاط تسمح بسوء التمثيل. إن مستوى الضرائب التي تتخذها الدولة القومية، ومعدلات البطالة، ومتوسط دخل الأسر المعيشية، ومستوى الرضى عن الحكومة والعوامل الاقتصادية الأخرى كلها أمور تسهم في احتمال اشتراك المجرمين في التهرب الضريبي.  وبما أن معظم الجرائم المنظمة ترتكب في حالة الحد الأدنى بين الأسواق المشروعة وغير المشروعة، فإن هذه العوامل الاقتصادية يجب تعديلها لضمان الحد الأمثل من الضرائب دون تشجيع ممارسة التهرب الضريبي.  وكما هو الحال مع أي جريمة أخرى، فإن التطورات التكنولوجية جعلت من التهرب الضريبي أسهل وأسرع وأكثر عالمية.
إن قدرة المجرمين المنظمين على تشغيل حسابات مالية مزورة، واستخدام حسابات مصرفية خارجية غير مشروعة، والوصول إلى الملاذات الضريبية أو الملاجئ الضريبية،  وتشغيل عصابات تهريب السلع تعمل على التهرب من ضرائب الاستيراد مما تساعد على ضمان الاستدامة المالية، والأمن من إنفاذ القانون، وعدم الكشف عن هويته عمومًا، واستمرار عملياته.

### الجرائم الإلكترونية

#### الاحتيال عبر الإنترنت
سرقة الهوية هي شكل من أشكال الاحتيال أو الغش لشخص آخر يدعي فيه شخص ما أنه شخص آخر عن طريق افتراض هوية ذلك الشخص، وذلك عادة من أجل الحصول على الموارد أو الحصول على ائتمانات ومنافع أخرى باسم ذلك الشخص. ويمكن أن يعاني ضحايا سرقة الهوية (أولئك الذين تمت سرقة هويتهم من قبل اللص) من عواقب وخيمة إذا ما خضعوا للمساءلة عن أعمال مرتكب الجريمة، والمنظمات كما والأفراد هم أيضا يتعرضون للاحتيال من قبل سارق الهوية، وإلى حد ما هم ضحايا أيضا. الاحتيال عبر الإنترنت هو الاستخدام الفعلي لخدمات الإنترنت لتقديم طلبات احتيالية إلى الضحايا المحتملين أو لإجراء معاملات احتيالية أو نقل عائدات الاحتيال إلى المؤسسات المالية أو إلى جهات أخرى متصلة بالمخطط. وفي سياق الجريمة المنظمة، يمكن أن يستخدم كلاهما كوسيلة يمكن من خلالها أن يرتكب نشاط إجرامي آخر بنجاح أو بوصفه الهدف الأساسي نفسه. الاحتيال عبر البريد الإلكتروني، والاحتيال عن طريق الدفع مقدمًا، والحيل الرومانسية، والاحتيال التوظيفي، وغيرها من صور الخداع الالكتروني الأكثر شيوعا والأكثر استخداما من أشكال سرقة الهوية، على الرغم من ظهور مواقع وهمية للشبكات الاجتماعية، والحسابات وغيرها من النشاط الاحتيالي أو الخادع أصبح شائعًا.

#### انتهاك حقوق الطبع والنشر
انتهاك حقوق الطبع والنشر هو الاستخدام غير المصرح به أو المحظور للمصنفات بموجب حقوق الطبع والنشر، مما ينتهك الحقوق الحصرية لصاحب حقوق الطبع والنشر، مثل الحق في إعادة إنتاج أو تنفيذ المصنف المحمي بموجب حقوق الطبع والنشر أو القيام بأعمال مشتقة. وعلى الرغم من أن الإجراءات الجنائية المنظمة في هذا المجال من الجرائم قد تم النظر فيها على نطاق عالمي تقريبا، فقد كان موضوع نقاش كبير. وتقتضي المادة 61 من الاتفاق المتعلق بجوانب حقوق الملكية الفكرية المتصلة بالتجارة أن تضع البلدان الموقعة إجراءات وعقوبات جنائية في حالات التقليد المتعمد للعلامات التجارية أو قرصنة حق المؤلف على نطاق تجاري. وقد طالب أصحاب حقوق الطبع والنشر مؤخرا بأن تفرض الدول عقوبات جنائية على جميع أنواع انتهاك حقوق الطبع والنشر. وتستفيد الجماعات الإجرامية المنظمة من التواطؤ بين المستهلكين، والتقدم في مجال الأمن وتكنولوجيا عدم الكشف عن الهوية، والأسواق الناشئة، والأساليب الجديدة لنقل المنتجات، يوفر أساسا ماليا مستقرًا للمجالات الأخرى للجريمة المنظمة.

#### الحرب الإلكترونية
تشير الحرب الإلكترونية إلى القرصنة ذات الدوافع السياسية لإجراء التخريب والتجسس. وهو شكل من أشكال حرب المعلومات التي ينظر إليها أحيانا على أنها مماثلة للحرب التقليدية على الرغم من أن هذا التشابه مثير للجدل لدقتها ودوافعها السياسية. وقد تم تعريفها على أنها أنشطة من قبل حكومة دولة لاختراق أجهزة كمبيوتر أو شبكات في دولة أخرى بقصد إحداث أضرار أو اضطرابات مدنية. وعلاوة على ذلك، فإنه يعمل بمثابة «المجال الخامس للحرب».
وصرح ويليام ج. لين، نائب وزير الدفاع الأميركي، قائلا إن «البنتاغون اعترف رسميًا بالفضاء الإلكتروني كنطاق جديد في الحرب. والذي أصبح ذو أهمية حاسمة للعمليات العسكرية مثل البر والبحر والجو والفضاء».
التجسس عبر الإنترنت هو ممارسة الحصول على معلومات سرية أو حساسة أو خاصة من الأفراد أو المنافسين أو المجموعات أو الحكومات عن طريق استخدام أي أساليب استغلالية غير قانونية على الإنترنت والشبكات والبرمجيات وأجهزة الحاسب الآلي. هناك أيضا دوافع عسكرية أو سياسية أو اقتصادية واضحة. قد يتم اعتراض المعلومات غير المؤمنة وتعديلها، مما يجعل التجسس ممكنًا دوليًا. وتناقش القيادة الإلكترونية المنشأة حاليًا ما إذا كانت أنشطة من قبيل التجسس التجاري أو سرقة الملكية الفكرية هي أنشطة إجرامية أو انتهاكات حقيقية للأمن القومي. وعلاوة على ذلك، فإن الأنشطة العسكرية التي تستخدم الحواسيب والأقمار الصناعية من أجل التنسيق معرضة لخطر تعطل المعدات. ويمكن اعتراض الأوامر والاتصالات أو استبدالها. وقد تكون جميع قطاعات الطاقة والمياه والوقود والاتصالات والبنية التحتية للنقل عرضة للتخريب. ووفقا لما ذكره كلارك، فإن المجال المدني معرض للخطر أيضًا، مشيرًا إلى أن الخروقات الأمنية قد تجاوزت بالفعل أرقام بطاقات الائتمان المسروقة، وأن الأهداف المحتملة يمكن أن تشمل أيضا شبكة الطاقة الكهربائية والقطارات، أو سوق الأوراق المالية.

#### فيروسات الكمبيوتر
يمكن استخدام مصطلح «فيروس الحاسب الآلي» كعبارة شاملة لتشمل جميع أنواع الفيروسات الحقيقية والبرامج الضارة، بما في ذلك الديدان الحاسوبية، وأحصنة طروادة، ومعظم برامج روتكيت، وبرامج التجسس، والادويرات غير الشريفة وغيرها من البرامج الضارة وغير المرغوب فيها (على الرغم من أن جميعها فريدة من الناحية الفنية)، ويثبت أنها مربحة ماليًا للمنظمات الإجرامية، مما يتيح فرصًا أكبر للغش والابتزاز مع زيادة الأمن والسرية وعدم الكشف عن هويته. ويمكن استخدام الديدان من قبل جماعات الجريمة المنظمة لاستغلال الثغرات الأمنية (تكرار نفسها تلقائيًا عبر أجهزة الكمبيوتر الأخرى شبكة معينة)، في حين أن حصان طروادة هو البرنامج الذي يبدو غير مؤذي ولكنه يخفي وظائفه الخبيثة (مثل استرجاع البيانات السرية المخزنة، وفساد المعلومات ، أو اعتراض الإرسالات). الديدان وأحصنة طروادة، مثل الفيروسات، قد تضر بيانات نظام الكمبيوتر أو الأداء العام.
تطبيق نموذج الإنترنت من الجريمة المنظمة، وانتشار فيروسات الكمبيوتر وغيرها من البرامج الخبيثة يعزز الشعور بالانفصال بين الجاني (سواء كان ذلك منظمة إجرامية أو شخصا آخر) والضحية؛ قد يساعد ذلك على تفسير الزيادات الهائلة في الجرائم الإلكترونية. مثل هذه الجرائم لغرض الجريمة الإيديولوجية أو الإرهاب.  وفي منتصف يوليو / تموز 2010، اكتشف خبراء الأمن برنامجًا ضارًا برمجيًا تسلل إلى أجهزة الكمبيوتر في المصنع وانتشر إلى جميع العملاء حول العالم. واعتبرت صحيفة «نيويورك تايمز»: أن فيروسات الكمبيوتر تعتبر الهجوم الأول على البنية التحتية الصناعية الحرجة التي تتركز على اساس الاقتصادات الحديثة. 

### جرائم ذوي الياقات البيضاء والفساد

#### الجريمة المؤسسية
تشير جريمة الشركات إلى الجرائم المرتكبة إما من قبل شركة (أي كيان تجاري له شخصية اعتبارية مستقلة عن الأشخاص الطبيعيين الذين يديرون أنشطته)، أو من قبل الأفراد الذين يمكن تحديدهم لدى شركة أو كيان تجاري آخر (انظر تحمل مسؤولية الذنب ومسؤولية الشركة القانونية). لاحظ أن بعض أشكال الفساد في الشركات قد لا تكون فعلة جنائية إذا لم تكن غير قانونية على وجه التحديد بموجب نظام معين من القوانين. على سبيل المثال، تسمح بعض الولايات القضائية بالتداول من الداخل.

#### ابتزاز العمالة
تم التأسيس لابتزاز العمالة منذ 1930، والتي يظهر تأثيرها في قطاعات البناء والتعدين وإنتاج الطاقة والنقل بشكل كبير.  وهي ممارسات تركز على استيراد العمالة الرخيصة أو العمل بالسخرة، وقد تشارك في هذه العملية بعض النقابات والموظفين العموميين (الفساد السياسي والتزوير).

#### الفساد السياسي
الفساد السياسي هو استخدام السلطات التشريعية من قبل المسؤولين الحكوميين لتحقيق مكاسب خاصة غير مشروعة. ولا يعتبر سوء استخدام السلطة الحكومية لأغراض أخرى، مثل قمع المعارضين السياسيين، وعنف الشرطة، فسادًا سياسيًا. كما لا تعتبر أيضًا الأفعال غير القانونية التي يقوم بها أشخاص حكوميون بشكل شخصي أو شركات لا تتورط مباشرة مع الحكومة فسادًا سياسيًا. ويشكل التصرف غير القانوني من قبل أحد أصحاب المصلحة الفساد السياسي فقط إذا كان الفعل مرتبطًا مباشرة بواجباتهم الرسمية. وتختلف أشكال الفساد، ولكنها تشمل الرشوة والابتزاز والواسطة والمحسوبية والدعم السياسي لأشخاص بعينهم والكسب غير المشروع والاختلاس. وفي حين أن الفساد قد ييسر الأعمال الإجرامية مثل الاتجار بالمخدرات وغسيل الأموال والاتجار بالبشر، فإنه لا يقتصر على هذه الأنشطة. وتختلف الأنشطة التي تشكل فسادًا غير قانوني تبعًا للبلد أو الولاية القضائية. على سبيل المثال، قد تكون بعض ممارسات التمويل السياسي القانونية في مكان ما غير قانونية في مكان آخر. في بعض الحالات، يكون للمسؤولين الحكوميين سلطات واسعة أو محدودة، مما يجعل من الصعب التمييز بين الإجراءات القانونية وغير القانونية. وفي جميع أنحاء العالم، تشير التقديرات إلى أن الرشوة وحدها تنطوي على أكثر من تريليون دولار أمريكي سنويا. وتعرف حالة الفساد السياسي غير المقيد باسم «كليبتوقراطية»، وهو ما يعني حرفيا «حكم اللصوص».

### الاتجار بالمخدرات
الهيروين: بلدان المصدر / الإنتاج: ثلاث مناطق رئيسية تعرف باسم المثلث الذهبي (بورما ولاوس وتايلاند) والهلال الذهبي (أفغانستان) وأمريكا الوسطى والجنوبية. وهناك اقتراحات مفادها أنه نظرًا لاستمرار انخفاض إنتاج الأفيون في جنوب شرق آسيا، قد يبدأ المتجرون في النظر إلى أفغانستان كمصدر للهيروين.

### الاتجار بالبشر

#### الاتجار بالجنس
الاتجار بالبشر لأغراض الاستغلال الجنسي هو سبب رئيسي من أشكال الاسترقاق الجنسي المعاصر وهو في  أساسه من أجل الزج بلنساء والأطفال في الصناعات الجنسية. ويشمل الاسترقاق الجنسي معظم أشكال البغاء القسري إن لم يكن كلها. ويبدو أن مصطلحي «البغاء القسري» يظهر في الاتفاقيات الدولية والإنسانية ولكنه لم يفهم على نحو كاف ولا يطبق على نحو متسق. ويشير مصطلح «البغاء القسري» عموما إلى ظروف السيطرة على شخص يجبره شخص آخر على ممارسة نشاط جنسي. وتختلف الأعداد الرسمية للأفراد في الاستعباد الجنسي في جميع أنحاء العالم. وفي عام 2001، قدر مكتب التحقيقات الفيدرالي 000 700 شخص، وتقدر اليونيسيف 1.75 مليون شخص. واشار تقرير اصدره مكتب الامم المتحدة المعني بالمخدرات والجريمة إلى أن أكثر الوجهات شيوعًا لضحايا الاتجار بالبشر هي تايلاند واليابان واسرائيل وبلجيكا وهولندا وألمانيا وإيطاليا وتركيا والولايات المتحدة.

#### الهجرة غير القانونية وتهريب الأشخاص
ويعرف تهريب الأشخاص بأنه تيسير أو نقل أومحاولة نقل أو دخول غير قانوني لشخص أو أشخاص عبر الحدود الدولية، في انتهاك لقوانين بلد أو أكثر، إما سرًا أو بالخداع، مثل استخدام وثائق مزورة. ويفهم هذا المصطلح على أنه يستخدم في الغالب بالتبادل مع تهريب المهاجرين، الذي تحدده اتفاقية الأمم المتحدة لمكافحة الجريمة المنظمة العابرة للحدود بأنه «تدبير الدخول غير القانوني لشخص ما في دولة لم يكن هذا الشخص من رعاياها وذلك من أجل الحصول، بصورة مباشرة أو غير مباشرة، على منفعة مالية أو منفعة مادية أخرى». وقد ازدادت هذه الممارسة على مدى العقود القليلة الماضية وأصبحت اليوم تشكل جزءا كبيرا من الهجرة غير القانونية في بلدان العالم. ويحدث تهريب الأشخاص عادة بموافقة الشخص أو الأشخاص المهربين، وتشمل الأسباب الشائعة للأفراد الذين يسعون إلى تهريبهم (العمالة، أو الفرص الاقتصادية، أو التحسين الشخصي أو العائلي، والهروب من الاضطهاد أو الصراع).

#### الرق المعاصر والسخرة
ويبلغ عدد العبيد اليوم من 12 مليونًا  إلى 27 مليونا. وربما تكون هذه النسبة أصغر نسبة من العبيد لبقية سكان العالم في التاريخ. ومعظمهم من رقيق الدين المالي، إلى حد كبير في جنوب آسيا، الذين يتعرضون للاسترقاق من الديون التي يتكبدها المقرضون، وأحيانا حتى لأجيال. وهي أسرع صناعة إجرامية نموًا، ومن المتوقع أن تطور في نهاية المطاف اتجاراً بالمخدرات.

## أصول تاريخية

### ما قبل القرن التاسع عشر
واليوم تعتبر الجريمة أحيانا ظاهرة حضرية، ولكن بالنسبة لمعظم تاريخ البشرية كانت الواجهات الريفية هي التي تواجه معظم الجرائم (مع الأخذ في الاعتبار حقيقة أن المناطق الريفية كانت في معظم تاريخ البشرية الغالبية العظمى من أماكن تجمع السكان).

في معظم الأحيان، بداخل القرية، أبقى أعضاء القرية الجريمة بمعدلات منخفضة جدا. ومع ذلك، هاجم الغرباء مثل القراصنة، وقطاع الطرق الطرق التجارية ، وأحيانا تعطل التجارة بشدة، ورفع التكاليف، ومعدلات التأمين والأسعار للمستهلك. وفقا لعالِم الإجرام بول لوندي، (كانت القرصنة واللصوصية في عالم ما قبل الصناعة ما تعتبر هي الجريمة المنظمة للمجتمع الحديث).
إذا أخذنا نظرة عالمية بدلا من نظرة محلية صارمة، يصبح من الواضح حتى جريمة من نوع منظم لديها تراث طويل إن لم يكن بالضرورة نبيل. كلمة «البلطجة- thug» يعود أصلها إلى أوائل القرن الثالث عشر في الهند، عندما كان البلطجية، أو عصابات المجرمين، تجوب من بلدة إلى بلدة، من أجل النهب والسلب. أيضا حلقات التهريب والاتجار بالمخدرات قديمة قِدَم التلال في آسيا وأفريقيا، والمنظمات الإجرامية الموجودة في إيطاليا واليابان لها تاريخها الخاص الذي يعود لعدة قرون سابقة.
وكما يقول لوندي: لا ينظر عادة إلى الغزاة البربريين، سواء كانوا من المخربين أو القوطيين أو النورسين أو الأتراك أو المغول، على أنهم جماعات إجرامية منظمة، لكنهم يتقاسمون العديد من السمات المرتبطة بالمنظمات الإجرامية المزدهرة، وقد كانو في أغلب الأحيان غير مؤدلجين، في الغالب على أساس عرقي، واستخداموا العنف والتخويف، والتزاموا بقوانينهم الخاصة. الإرهاب مرتبط بالجريمة المنظمة، ولكن له أهداف سياسية بدلا من الأهداف المالية وحدها، لذلك هناك تداخل ولكن في نفس الوقت اختلاف بين الإرهاب والجريمة المنظمة.

### القرن التاسع عشر
خلال العصر الفيكتوري، بدأ المجرمين والعصابات لتشكيل المنظمات التي من شأنها أن تصبح جماعيًا العالم السفلي الإجرامي في لندن. وقد بدأت المجتمعات الإجرامية في العالم السفلي بتطوير صفوفها وجماعاتها التي تسمى أحيانًا بالعائلات، وغالبا ما تتكون من الطبقات الدنيا وتعمل على السرقة، والبغاء، والتزوير والتزييف، والسطو التجاري، وحتى مخططات غسيل الأموال. وكان أمرا فريد من نوعه أيضا استخدام الزنوج واللغة العامية التي استخدمتها الجماعات الإجرامية في العصر الفيكتوري لتمييز بعضها البعض. وقد كان أدم وورث، الذي كان يطلق عليه اسم «نابليون العالم الإجرامي» أو «نابليون الجريمة»، مصدر إلهام وراء الطابع الشعبي للبروفيسور موريارتي.
كما ظهرت الجريمة المنظمة في الولايات المتحدة لأول مرة في الغرب القديم وتتبع المؤرخين مثل بريان جيه روب وإرين هـ. تيرنر أول عصابات الجريمة المنظمة إلى كوتشايز كاوبوي غانغ ووايلد بانش.  كان رعاة البقر في كوتشايز، على الرغم من تنظيمهم بشكل جيد، فقد كانوا فريدين من نوعهم لعملياتهم الإجرامية في الحدود المكسيكية، حيث سرقوا وباعوا الماشية والسلع المهربة  بين البلدين.

### القرن العشرين
كان نموذج دونالد كريسي عن المافيا الصقلية والذي يعرف باسم «لا كوزا نوسترا»  يدرس عائلات المافيا بشكل حصري وهذا يحد من نتائجه الأوسع نطاقا. الهياكل كانت بشكل عقلانية مع المهام المخصصة، والحدود على المدخل، وتأثيرالقواعد المقررة للصيانة التنظيمية والاستدامة.
وفي هذا السياق، هناك فرق بين الجريمة المنظمة والجريمة الاحترافية. فهناك تسلسل هرمي محدد جيدا لأدوار القادة والأعضاء والقواعد الأساسية والأهداف المحددة التي تحدد سلوكهم، ويتم تشكيلها كنظام اجتماعي، وهو نظام مصمم على نحو رشيد لتحقيق أقصى قدر من الأرباح وتوفير السلع المحظورة. رأى ألبيني السلوك الإجرامي المنظم على أنه يتكون من شبكات من الرعاة والعملاء. بدلا من التسلسل الهرمي العقلاني أو المجتمعات السرية. 
وتتميز الشبكات بنظام فضفاض لعلاقات القوة. كل مشارك مهتم في تعزيز رفاهيته. رجال الأعمال الجنائيين هم رعاة ويتبادلون المعلومات مع موكليهم من أجل الحصول على الدعم. والعملاء يتمثلون في أعضاء العصابات، والسياسيين المحليين والوطنيين، والمسؤولين الحكوميين والأشخاص الذين يعملون في الأعمال المشروعة. الناس في الشبكة قد لا تكون مباشرة جزءا من المنظمة الإجرامية الأساسية. ودعما لمقاربة كل من كريسي وألبيني، درس آني وإياني عصابات الجريمة الإيطالية الأمريكية في نيويورك ومدن أخرى.
وينظر إلى القرابة كأساس للجريمة المنظمة بدلا من الهياكل التي حددها كريسي؛ وهذا يشمل الوصايا الوهمية والدينية فضلا عن تلك القائمة على علاقات الدم، وهي الإجراءات غير الشخصية، وليس مركز أو انتماءات أعضائها، التي تحدد الجماعة. وتشمل قواعد السلوك والجوانب السلوكية للسلطة والشبكات والأدوار ما يلي:
- الأسرة تعمل كوحدة اجتماعية، مع دمج الوظائف الاجتماعية والتجارية.
- المناصب القيادية وصولا إلى الإدارة الوسطى قائمة على القرابة.
- ترقي المناصب العليا دليل على مدى قرب علاقة القرابة.
- الجماعة تولي المناصب القيادية لمجموعة مركزية من أفراد الأسرة، بما في ذلك تعزيز علاقة الأباء الروحيين الوهمية.
- مجموعة القيادة المعينة تتولى مسؤوليات الأعمال القانونية أو غير القانونية. ولكن ليس الإثنين معا.
- نقل الأموال، من الأعمال القانونية وغير القانونية، والعودة إلى الأعمال غير المشروعة من  مسؤوليات الأفراد، وليس الشركات.

وتستمد الروابط العائلية قوتها من تقاليد جنوب إيطاليا، حيث الأسرة بدلاً من الكنيسة أو الدولة هي أساس النظام الاجتماعي والأخلاق.

#### الجريمة غير المنظمة وأطروحات الاختيار
من أهم الاتجاهات التي ستظهر في التفكير الإجرامي حول الجريمة المنظمة في السنوات الأخيرة، الاقتراح بأنها ليست «بالمعنى الرسمي» منظمة  على الإطلاق. وتشمل الأدلة عدم وجود رقابة مركزية، وغياب خطوط الاتصال الرسمية، والهيكل التنظيمي المجزأ. وهو غير منظم بشكل واضح. على سبيل المثال، كانت شبكة الجريمة في سياتل في السبعينات والثمانينات تتألف من مجموعات من رجال الأعمال والسياسيين وموظفي إنفاذ القانون. كانوا جميعا على علاقة بشبكة وطنية عبر ماير لانسكي، الذي كان قويا، ولكن لم يكن هناك أي دليل على أن لانسكي أو أي شخص آخر يمارس سيطرة مركزية عليها.
وفي حين أن بعض الجرائم تنطوي على تسلسل هرمي إجرامي معروف في المدينة، فإن النشاط الإجرامي لا يخضع للإدارة المركزية من قبل هذه الهرميات أو الجماعات الضابطة الأخرى، كما أن الأنشطة لا تقتصر على عدد محدود من الأهداف. ولم تظهر شبكات المجرمين المتورطين في الجرائم تماسك تنظيمي.وقد كان هناك الكثير من التركيز الذي وضع على المافيا ياعتبارها المسيطرة على الجريمة المنظمة. المافيا كانت بالتأكيد قوية لكنها كانت جزءا من عالم رديء غير متجانس، شبكة تتميز بشبكات معقدة من العلاقات. وكانت جماعات الجريمة المنظمة عنيفة وتهدف إلى كسب المال ولكن بسبب عدم وجود هيكل وبسبب تجزؤ الأهداف، كانت «غير منظمة».
وأظهرت دراسات أخرى أن لا البيروقراطية ولا جماعات القرابة هي الهيكل الأساسي للجريمة المنظمة، بل كانت في شراكات أو سلسلة من المشاريع التجارية المشتركة. وعلى الرغم من هذه الاستنتاجات، لاحظ جميع الباحثين درجة من الأنشطة الإدارية بين المجموعات التي درسوها، جميع الشبكات التي تمت دراستها مع درجة من المثابرة، قد تكون هناك فائدة في التركيز على تحديد الأدوار المنظمة للأشخاص والأحداث بدلا من هيكل المجموعة. . وقد تكون هناك ثلاثة نهج رئيسية لفهم المنظمات من حيث أدوارها كنظم اجتماعية:
- منظمات ذات أنظمة عقلانية: هياكل رسمية للغاية من حيث البيروقراطية والتسلسل الهرمي، مع أنظمة رسمية للقواعد المتعلقة بالسلطة والأهداف المحددة للغاية.
- المنظمات كأنظمة طبيعية: قد يعتبر المشاركون المنظمة غاية في حد ذاتها، وليس مجرد وسيلة لنهاية أخرى. ويحتل تعزيز القيم الجماعية للحفاظ على التضامن مكانة عالية في جدول الأعمال. وهي لا تعتمد على تعظيم الأرباح. وغالبا ما تكون شجاعتهم وعنفهم فيما  يتعلق بالعلاقات ملحوظة، ولكنها تتسم بتركيزها على الصلات بين أعضائها وشركائهم  وضحاياهم.
- منظمات ذات النظم المفتوحة: مستويات عالية من الترابط فيما بينها وبين البيئة التي تعمل فيها. لا توجد طريقة واحدة يتم تنظيمها أو كيفية عملها. فهي قابلة للتكيف والتغير لتلبية مطالب بيئاتها وظروفها المتغيرة.

وقد تكون جماعات الجريمة المنظمة مجموعة من المجموعات الثلاثة السابقة.

#### نهج الحوكمة الدولية
أصبح الإجماع الدولي على تعريف الجريمة المنظمة مهماً منذ السبعينيات بسبب زيادة انتشاره وتأثيره. على سبيل المثال، الأمم المتحدة في عام 1976 والاتحاد الأوروبي 1998: «الجريمة المنظمة هي نشاط إجرامي واسع النطاق ومعقد تقوم به مجموعات من الأشخاص، سواء كان تنظيم فضفاضاً أو محكم لإثراء المشاركين على حساب المجتمع وأعضائه. وكثيرا ما يتم ذلك من خلال تجاهل لا يرحم لأي قانون، بما في ذلك الجرائم المرتكبة ضد الشخص، وكثيرا ما يكون ذلك مرتبطا بالفساد السياسي . الأمم المتحدة تقصد بتعبير منظمة إجرامية: وجود رابطة دائمة ومنظمة لشخصين أو أكثر، تعمل بالتنسيق مع ارتكاب جرائم أو أي اعتداءات أخرى يعاقب عليها بالحرمان من الحرية أو أمر احتجاز بحد أقصى لا يقل عن أربعة سنوات أو عقوبة أشد، سواء كانت هذه الجرائم أو الاعتداءات غاية في حد ذاتها أو وسيلة للحصول على منافع مادية _وإذا كان ذلك ضروريا_ التأثير السلبي على عمل السلطات العامة.» الاتجاد الأوروبي: ليست جميع المجموعات تظهر نفس خصائص الهيكل، إلا أن العنف والفساد والسعي إلى إقامة مشاريع متعددة واستمرارية تشكل جوهر نشاط مجموعات الجريمة المنظمة. 
وهناك إحدى عشرة خصائص من المفوضية الأوروبية واليوروبول ذات صلة بتعريف عملي للجريمة المنظمة. ستة من تلك الخصائص على الأقل يجب أن يكون محققة والأربعة الآخرون إلزامية بدرجة مائلة. تلخص في:
- أكثر من شخصين.
- لهم مهامهم المعينة.
- النشاط على مدى فترة طويلة أو لفترة غير محددة من الزمن.
- استخدام الانضباط أو السيطرة.
- ارتكاب جرائم جنائية خطيرة.
- العمليات على الصعيد الدولي أو المحلي.
- استخدام العنف أو أي ترهيب آخر.
- استخدام الهياكل التجارية أو العملية.
- المشاركة في غسل الأموال.
- ممارسة النفوذ على السياسة، والإعلام، والإدارة العامة، والسلطات القضائية والاقتصاد.
- بدافع من السعي لتحقيق الربح أو السلطة، أو كليهما معا.

مع اتفاقية مكافحة الجريمة المنظمة عبر الحدود الدولية (اتفاقية باليرمو) ذات تعريف مماثل:
- جماعات منظمة: جماعة منظمة، ثلاثة أشخاص أو أكثر، جريمة أو أكثر من الجرائم الخطيرة، من أجل الحصول على منفعة مالية أو منفعة مادية أخرى.
- جريمة خطيرة: جريمة يعاقب عليها بالسجن لمدة أربع سنوات على الأقل.
- مجموعة منظمة: لم يتم تشكيلها بشكل عشوائي ولكنها لا تحتاج إلى بنية رسمية.

ويشدد آخرون على أهمية السلطة والربح والأستمرارية، وتعريف السلوك الإجرامي المنظم على النحو التالي:
- غير مؤدلجة: أي فقط من أجل الربح.
- الهرمية: عدد قليل من النخب والعديد من النشطاء.
- عضوية محدودة أو حصرية: الحفاظ على السرية وولاء الأعضاء.
- إدامة نفسها: عملية التوظيف والسياسة.
- على استعداد لاستخدام العنف غير المشروع والرشوة.
- تقسيم متخصص للعمل: لتحقيق هدف المنظمة.
- احتكار: مراقبة السوق لتعظيم الأرباح.
- لديها قواعد وأنظمة صريحة: ميثاق الشرف.[123]

ويجب أن تجمع التعاريف عناصرها القانونية والاجتماعية. ولدى الجريمة المنظمة آثار اجتماعية وسياسية واقتصادية واسعة النطاق. ويستخدم العنف والفساد لتحقيق غاياته: عندما تركز المجموعة في المقام الأول على الأرباح غير المشروعة بشكل منهجي فترتكب الجرائم التي تؤثر سلبا على المجتمع فتكون قادرة على حماية أنشطتها بنجاح، ولا سيما من خلال الرغبة في استخدام العنف البدني أو القضاء على الأفراد عن طريق الفساد.
ومن الخطأ استخدام مصطلح «الجريمة المنظمة» كما لو أنه يدل على ظاهرة واضحة ومحددة جيدًا. وتظهر الأدلة المتعلقة بالجريمة المنظمة درجة قليلة من التنظيم وتنوعًا كبيرا لمعالم تنظيم المجرمين. ويمكن وصف الأنشطة الاقتصادية لهؤلاء المجرمين التنظيميين بشكل أفضل من وجهة نظر مؤسسات الجريمة بدلا من الأطر غير الواضحة لمفاهيم  مثل «الجريمة المنظمة».  ويؤكد العديد من التعريفات على أن طبيعة مجموعة الجريمة المنظمة تتحدد من تنظيم أفرادها أو استخدام العنف أو الفساد لتحقيق أهدافها، أو الطابع خروجها عن القانون. وقد تظهر في أشكال كثيرة في أوقات مختلفة وفي أماكن مختلفة. نظرا لوجود مجموعة متنوعة من التعاريف، هناك خطر واضح في طرح «ما هي الجريمة المنظمة؟» ونتوقع إجابة بسيطة.

#### تمركز القوة والجريمة المنظمة
ويعتقد البعض أن جميع الجرائم المنظمة تعمل على الصعيد الدولي، على الرغم من أنه لا توجد حاليا محكمة دولية قادرة على محاكمة الجرائم الناجمة عن هذه الأنشطة (لا تشمل اختصاصات المحكمة الجنائية الدولية إلا التعامل مع الأشخاص المتهمين بارتكاب جرائم ضد الإنسانية، مثل الإبادة الجماعية). إذا كانت الشبكة تعمل في المقام الأول تحت ولاية قضائية واحدة وتنفذ عملياتها غير المشروعة هناك وفي بعض الولايات القضائية الأخرى فهي دولية. على الرغم من أنه قد يكون من الملائم استخدام مصطلح «عابر للحدود» فقط لتسمية أنشطة مجموعة إجرامية رئيسية تركزت تحت أي ولاية قضائية واحدة ولكنها تعمل في كثير من الولايات الأخرى. ولذلك، فإن فهم الجريمة المنظمة قد أحرز تقدما نحو التدويل المشترك وفهم الصراع الاجتماعي في إطار القوة والسيطرة ومخاطر الكفاءة والمنفعة، وكل ذلك في سياق النظرية التنظيمية. وقد أدى تراكم السلطة الاجتماعية والاقتصادية والسياسية إلى أن تكون نفسها اهتمامات أساسية لجميع المنظمات الإجرامية:
- الاجتماعية: تسعى الجماعات الإجرامية إلى تطوير الرقابة الاجتماعية فيما يتعلق بمجتمعات معينة.
- الاقتصادية: السعي إلى ممارسة النفوذ عن طريق الفساد وبإجبار الممارسات الشرعية وغير الشرعية.
- سياسية: تستخدم الجماعات الإجرامية الفساد والعنف للوصول إلى السلطة والمكانة.[128][129]

وقد تكون الجريمة المنظمة المعاصرة مختلفة تماما عن أسلوب المافيا التقليدي، ولا سيما من حيث توزيع السلطة المركزية، وهياكل السلطة، ومفهوم السيطرة على إقليم المنظمة وتنظيمها. وهناك اتجاه بعيدا عن مركزية السلطة والاعتماد على الروابط الأسرية نحو تفتيت الهياكل والعلاقات غير الرسمية للعلاقات في مجموعات الجريمة. وعادة ما تزدهر الجريمة المنظمة عندما تكون الحكومة المركزية والمجتمع المدني غير منظمة أو ضعيفة أو غائبة أو غير موثوقة.
وقد يحدث ذلك في مجتمع يواجه فترات من الاضطرابات السياسية أو الاقتصادية أو الاجتماعية أو الانتقالية، مثل تغيير الحكومة أو فترة من التنمية الاقتصادية السريعة، لا سيما إذا كان المجتمع يفتقر إلى مؤسسات قوية وثابتة وسيادة القانون. انحلال الاتحاد السوفيتي وثورات 1989 في أوروبا الشرقية التي شهدت سقوط الكتلة الشيوعية خلقت أرضية خصبة للمنظمات الإجرامية.
الأحدث فإن قطاعات النمو بالنسبة للجريمة المنظمة هي سرقة الهوية والابتزاز على الإنترنت. وهذه الأنشطة مثيرة للقلق لأنها تثني المستهلكين عن استخدام الإنترنت في التجارة الإلكترونية. وكان من المفترض أن تؤدي التجارة الإلكترونية إلى تكافؤ الفرص بين الشركات الصغيرة والكبيرة، ولكن نمو الجريمة المنظمة عبر الإنترنت يؤدي إلى تأثير معاكس. الشركات الكبيرة قادرة على تحمل المزيد من عرض النطاق الترددي (لمقاومة هجمات الحرمان من الخدمة) وتوفير الحماية الكاملة. وعلاوة على ذلك، فإن الجريمة المنظمة التي تستخدم الإنترنت هي أصعب بكثير بالنسبة للشرطة (على الرغم من أنها تعمل على نشر قوات الشرطة الإلكترونية على نحو متزايد) لأن معظم قوات الشرطة ووكالات إنفاذ القانون تعمل ضمن اختصاص محلي أو وطني في حين أن الإنترنت يجعل من الأسهل على المنظمات الإجرامية أن تعمل عبر هذه الحدود دون الكشف.
في المنظمات الإجرامية الماضية تقتصر بطبيعة الحال على الحاجة إلى التوسع، مما يجعلها في منافسة مع بعضها البعض. هذه المنافسة _والتي غالبا ما تؤدي إلى العنف_ تستخدم موارد قيمة مثل: القوى العاملة (إما قتل أو أرسل إلى السجن)، والمعدات والموارد المالية.
في الولايات المتحدة، جيمس بولجر، زعيم العصابة الايرلندية من عصابة تل الشتاء في بوسطن الذي عمل كمخبر سري لدى مكتب التحقيقات الفدرالي (إف بي آي). وقد استخدم هذا المنصب للقضاء على المنافسة وتوطيد السلطة داخل مدينة بوسطن التي أدت إلى سجن العديد من كبار شخصيات الجريمة المنظمة بما في ذلك جينارو أنجيولو، الرجل الثاني من عائلة الجريمة باترياركا. إن الاقتتال الداخلي يحدث أحيانا داخل منظمة، مثل حرب كاستيلاماريز من 1930-3131 وحرب عصابات بوسطن الأيرلندية في الخمسينات والسبعينات من القرن العشرين.
إن المنظمات الإجرامية اليوم تعمل بصورة متزايدة معا، تدرك أنه من الأفضل العمل في التعاون بدلا من التنافس مع بعضها البعض (مرة أخرى، توطيد السلطة). وقد أدى ذلك إلى ظهور منظمات إجرامية عالمية مثل مارا سالفاتروشا، عصابة الشارع 18، وباريو أزتيكا. المافيا الأمريكية، بالإضافة إلى وجود الروابط مع جماعات الجريمة المنظمة في إيطاليا مثل كامورا، وندرانغيتا، ساكرا كورونا يونيتا، والمافيا الصقلية، في أوقات مختلفة تقوم بأعمال تجارية مع العصابة الايرلندية والجريمة المنظمة اليهودية الأمريكية، والياكوزا اليابانية، والمافيا الهندية، والمافيا الروسية، «المجرم المهني- thief in law»، ومجموعات الجريمة المنظمة ما بعد السوفياتية، وعصابة الثالوث الصيني، وعصابات الشوارع الآسيوية، وعصابات الدراجات النارية، والعديد من المساجين الأبيض والأسود وذوي الأصل الأسباني، وعصابات الشوارع. ويقدر مكتب الأمم المتحدة المعني بالمخدرات والجريمة أن جماعات الجريمة المنظمة تحتفظ بمبلغ 322 بليون دولار من الأصول في عام 2005.
ويعني هذا الارتفاع في التعاون بين المنظمات الإجرامية أن وكالات إنفاذ القانون تضطر على نحو متزايد إلى العمل معا. مكتب التحقيقات الفدرالي يدير قسم الجريمة المنظمة من مقره في واشنطن العاصمة ومن المعروف أنه يعمل مع العديد من مكاتب وطنية من جنسيات أخرى (على سبيل المثال، بوليزيا دي ستاتو، جهاز الأمن الفيدرالي الروسي، وشرطة الخيالة الكندية الملكية، ومكاتب فيدرالية أخرى (على سبيل المثال، مكتب الكحول والتبغ والأسلحة النارية والمتفجرات، إدارة مكافحة المخدرات، وخدمة المارشال في الولايات المتحدة، وهيئة الإنفاذ لشؤون الهجرة والديوان بالولايات المتحدة، والخدمة السرية للولايات المتحدة، ودائرة الأمن الدبلوماسي في الولايات المتحدة، وخدمة التفتيش البريدية في الولايات المتحدة، وهيئة الديوان وحماية الحدود بالولايات المتحدة، وحرس السواحل الأمريكي)، ومع الولايات  (على سبيل المثال، وحدة التحقيق الخاصة التابعة لشرطة ولاية ماساتشوستس، ووحدة الجريمة المنظمة لولاية نيو جيرسي، ووحدة الجريمة المنظمة في ولاية بنسلفانيا، ومكتب شرطة ولاية نيويورك للتحقيق الجنائي) والمدينة (مثل شرطة مدينة نيويورك وحدة مكافحة الجريمة المنظمة، دائرة شرطة فيلادلفيا وحدة الجريمة المنظمة، وحدة شرطة الجريمة المنظمة في شيكاغو، وقسم العمليات الخاصة بإدارة شرطة لوس أنجلوس) وكالات إنفاذ القانون.

## الخلفية النظرية

### علم النفس الجنائي

#### الاختيار العقلاني
وتعامل هذه النظرية جميع الأفراد كمشغلين عقلانيين، ويرتكبون أعمالا إجرامية بعد النظر في جميع المخاطر المرتبطة بها (الكشف والعقاب) مقارنة بمكافآت الجرائم (الشخصية والمالية .إلخ). ولا يوجد سوى القليل من التركيز على الحالة العاطفية للجناة. ويعطي هذا النهج الأولوية للمنظمات الإجرامية في خفض تصورات المخاطر وزيادة احتمالات المنفعة الشخصية، حيث أن هيكل المنظمة والغرض منها والنشاط لها دلالة على الخيارات المنطقية التي يتخذها المجرمون ومنظموهم.

#### الردع
وترى هذه النظرية أن السلوك الإجرامي يعتبر انعكاسًا للفرد والحسابات الداخلية التي يقوم بها المجرمون، وهو أن الفوائد المرتبطة بالجرائم (سواء كانت مالية أو غير ذلك) تفوق المخاطر المتصورة.. إن القوة المتصورة أو أهمية أو تأكيد نجاح التنظيم الإجرامي تتناسب طرديًا مع أنواع الجرائم المرتكبة، وكثافتها_ويمكن القول أيضًا_ مع مستوى الاستجابة المجتمعية.
ففوائد المشاركة في الجريمة المنظمة (المكافآت المالية الأعلى، والسيطرة الاجتماعية والاقتصادية الأكبر، والنفوذ، وحماية الأسرة أو غيرها، والحريات المتصورة من القوانين أو المعايير القمعية) تسهم إسهاما كبيرا في علم النفس وراء ارتكاب جماعة من الجرائم المرتكبة.

#### التعلم الاجتماعي
يتعلم المجرمون من خلال التواصل مع بعضهم البعض. ولذلك فإن نجاح مجموعات الجريمة المنظمة يتوقف على قوة اتصالها وإنفاذ أنظمة القيمة، وعمليات التوظيف والتدريب المستخدمة لاستدامة أو بناء أو سد الثغرات في العمليات الإجرامية. إن فهم هذه النظرية يرى ارتباطات وثيقة بين المجرمين، وتقليد الرؤساء، وفهم نظم القيمة والعمليات والسلطة باعتبارها الدوافع الرئيسية وراء الجريمة المنظمة. وتحدد العلاقات بين الأفراد الدوافع التي يتطور بها الفرد، مع تأثير النشاط الإجرامي للأسرة أو الأقران كمؤشر قوي على المخالفات بين الأجيال. وتطورت هذه النظرية أيضا لتشمل نقاط القوة والضعف في التعزيز، التي يمكن استخدامها في سياق المشاريع الإجرامية المستمرة للمساعدة في فهم الملامح بالنسبة لبعض الجرائم أو الضحايا، ومستوى الاندماج في الثقافة السائدة واحتمال العودة إلى العمل / النجاح في إعادة تأهيل.

#### المؤسسة
وبموجب هذه النظرية، توجد الجريمة المنظمة لأن الأسواق المشروعة تترك العديد من الزبائن والزبائن المحتملين غير راضين. ويؤدي ارتفاع الطلب على سلعة أو خدمة معينة (مثل المخدرات والبغاء والأسلحة والعبيد)، وانخفاض مستويات الكشف عن المخاطر والأرباح المرتفعة إلى تهيئة بيئة مواتية للجماعات الإجرامية لتنظيم المشاريع لدخول السوق والربح عن طريق توفير تلك السلع والخدمات. لتحقيق النجاح، يجب أن يكون هناك:
- سوق محددة.
- معدل معين من الاستهلاك (الطلب) للحفاظ على الربح وتفوق المخاطر المتصورة.[43][44]

وفي ظل هذه الظروف لا تشجع المنافسة، مما يكفل الاحتكارات الجنائية لتحقيق الأرباح. وقد يؤدي الاستبدال القانوني للسلع أو الخدمات _من خلال زيادة المنافسة_  إلى إجبار ديناميكية العمليات الإجرامية المنظمة على التكيف، وكذلك تدابير الردع (الحد من الطلب) وتقييد الموارد (السيطرة على القدرة على التوريد أو الإنتاج للتوريد).

#### الارتباط التفاضلي
تذهب ساذرلاند إلى القول بأن الانحراف مرهون بمجموعات متضاربة داخل المجتمع، وأن هذه الجماعات تكافح الوسائل لتحديد ما هو مجرم أو انحراف في المجتمع. وبالتالي، فإن المنظمات الإجرامية تنجذب حول طرق الإنتاج غير المشروعة أو الربحية أو الحمائية أو السيطرة الاجتماعية، ومحاولة  لجعلها مقبولة من خلال زيادة عملياتها أو عضويتها. وهذا يفسر أيضا ميل المنظمات الإجرامية إلى تطوير عمليات ابتزاز الحماية، والإكراه من خلال استخدام العنف والعدوان والسلوك التهديدي الذي يطلق عليه أحيانا الإرهاب.. إن الانشغال بأساليب تراكم الأرباح يسلط الضوء على عدم وجود وسائل مشروعة لتحقيق ميزة اقتصادية أو اجتماعية، كما هو الحال في تنظيم جرائم ذوي الياقات البيضاء أو الفساد السياسي، على الرغم من أنه من المثير للنقاش إذا ما كانت هذه الأخيرة تستند إلى الثروة أو السلطة أو كليهما. القدرة على تطبيق الأعراف والممارسات الاجتماعية من خلال التأثير السياسي والاقتصادي (والإنفاذ أو إضفاء الطابع الطبيعي للاحتياج إلى الجرمية) من خلال نظرية الترابط التفاضلي.

### علم الإجرام وعلم الاجتماع

#### الفوضى الاجتماعية
من المفترض أن تطبق نظرية الفوضى الاجتماعية على الجريمة في الشوارع على مستوى الأحياء، وبالتالي في سياق نشاط العصابات، والجمعيات أو الشبكات الإجرامية التي تشكلت بشكل فضفاض، والآثار الديمغرافية الاجتماعية والاقتصادية، والوصول الشرعي إلى الموارد العامة، والعمالة أو التعليم، وإمكانية التنقل يعطيها صلة بالجريمة المنظمة . حيث تعيش الطبقات العليا والسفلى على مقربة وهذا يمكن أن يؤدي إلى مشاعر الغضب والعداء والظلم الاجتماعي والإحباط. يواجه المجرمون الفقر؛ ويشهدون ترفا هم محرومون منه والذي يكاد يكون من المستحيل عليهم تحقيقه من خلال الوسائل التقليدية.
مفهوم الحي هو محور هذه النظرية، لأنه يعرف التعلم الاجتماعي، وموقع السيطرة، والتأثيرات الثقافية والوصول إلى الفرص الاجتماعية التي يواجهها المجرمين والمجموعات التي تشكلها. وقد يكون الخوف من أو انعدام الثقة في السلطة الرئيسية أيضا مساهما رئيسيا في الفوضى الاجتماعية؛ فإن جماعات الجريمة المنظمة تكرر هذه الأرقام وبالتالي ضمان السيطرة على ثقافة مضادة. وقد تميل هذه النظرية إلى النظر إلى السلوك العنيف أو غير الاجتماعي من قبل العصابات على أنها تعكس الفوضى الاجتماعية وليس كمنتج أو أداة لمنظمتهم.

#### اللامعيارية
واعتبرعالم الاجتماع روبرت ك. ميرتون أن الانحراف يعتمد على تعريف المجتمع للنجاح، ورغبات الأفراد لتحقيق النجاح من خلال سبل محددة اجتماعيًا. ويصبح الإجرام جذابا عندما لا يمكن الوفاء بتوقعات القدرة على تحقيق الأهداف (وبالتالي تحقيق النجاح) بوسائل مشروعة. تستفيد المنظمات الإجرامية من حالات العشوائية من خلال فرض الاحتياجات الإجرامية والسبل غير المشروعة لتحقيقها. وقد استخدم هذا كأساس للعديد من النظريات العامة للجريمة المنظمة من خلال دمجها للتعلم الاجتماعي والانحراف الثقافي والدوافع المجرمة. وإذا ما نظر إلى الجريمة على أنها دالة اللامعيارية، فإن السلوك المنظم ينتج الاستقرار، ويزيد من الحماية أو الأمن، وقد يتناسب طرديًا مع قوى السوق كما تعبر عنه النهج القائم على تنظيم المشاريع أو النهج القائم على المخاطر. فالإمداد غير الكافي بالفرص المشروعة يقيد قدرة الفرد على تحقيق أهداف مجتمعية قيمة ويقلل ذلك من احتمالية استخدام الفرص المشروعة التي  ستمكنهم من تحقيق هذه الأهداف (بسبب وضعهم في المجتمع).

#### الانحراف الثقافي
المجرمون ينتهكون القانون لأنهم ينتمون إلى ثقافة فرعية فريدة - الثقافة المضادة - فإن قيمهم ومعاييرهم تتعارض مع القيم والقواعد العاملة أو المتوسطة أو العليا التي تستند إليها القوانين الجنائية. هذه الثقافة الفرعية تشترك في نمط حياة بديل، ولغة وثقافة، وعادة ما يتم وصفها بأنها صعبة_ ورعاية شؤونهم الخاصة ورفض السلطة الحكومية. وتشمل نماذج الأدوار تجار المخدرات واللصوص والقوادين، لأنهم حققوا نجاحا وثروة لا تتوفر على خلاف ذلك من خلال الفرص المتاحة اجتماعيا. ومن خلال نمذجة الجريمة المنظمة باعتبارها وسيلة مضادة للثقافة لتحقيق النجاح، فإن هذه المنظمات مستمرة.

#### تآمر الغرباء / سلم الحركة التنقلية
إن نظرية مؤامرة الغرباء ونظرية سلم الحركة التنقلية تنص على أن الوضع العرقي والخارجي (المهاجرون، أو أولئك الذين ليسوا ضمن المجموعات العرقية المهيمنة) وتأثيراتها يعتقد أنها تملي انتشار الجريمة المنظمة في المجتمع. وتنظر نظرية الغرباء إلى أن الهياكل المعاصرة للجريمة المنظمة اكتسبت مكانة بارزة خلال ستينيات القرن التاسع عشر في صقلية، وأن عناصر من سكان صقلية مسؤولة عن تأسيس معظم الجريمة المنظمة لأوروبا وأمريكا الشمالية، التي تتألف من أسر الجريمة التي تهيمن عليها إيطاليا. افترضت نظرية بيل لـ «سلم الحركة التنقلية» أن الخلافة العرقية (تحقيق السلطة والسيطرة من قبل مجموعة عرقية مهمشة  على مجموعات أخرى أقل تهميشا) يحدث عن طريق الترويج لارتكاب أنشطة إجرامية ضمن مجتمع ديموغرافي محروم أو محرم. في حين كان يهيمن على الجريمة المنظمة في وقت مبكر من قبل العصابات الأيرلندية أوائل 1800، واستبدلت نسبيًا من قبل المافيا الصقلية والمافيا الإيطالية الأمريكية، والأخوة أريان 1960 فصاعدًا، وعصابة كارتيل ميديلين الكولومبية وكارتيل كالي منتصف 1970 إلى  1990،  ومؤخرًا تيخوانا كارتيل المكسيكية أواخر 1980 فصاعدا، ولوس زيتاس المكسيكية أواخر 1990 فصاعدا، والمافيا الروسية 1988 فصاعدا، والجريمة المنظمة ذات الصلة بالإرهاب مثل تنظيم القاعدة 1988 فصاعدا، وحركة طالبان 1994 فصاعدا، والدولة الإسلامية في العراق والشام «داعش» 2010 فصاعدًا. ويجادل الكثيرون بهذا سوء التفاهم ويغاليون عن دور العرقية في الجريمة المنظمة.  تناقض هذه النظرية هو أن النقابات قد تطورت قبل فترة طويلة من الهجرة الصقلية واسعة النطاق في 1860، مع هؤلاء المهاجرين مجرد الانضمام إلى ظواهر واسعة من الجريمة والفساد.

## الأطر التشريعية وتدابير الشرطة
دولية
- اتفاقية مكافحة الجريمة المنظمة عبر الوطنية «اتفاقية باليرمو»، وهي تتضمن:

البروتوكول المتعلق بمنع وقمع ومعاقبة الاتجار بالأشخاص، وبخاصة النساء والأطفال،
وبروتوكول مكافحة تهريب المهاجرين عن طريق البر والبحر والجو.
كندا
- القانون الجنائي« RSC 1985, c C-46, ss 467.1 to 467.2».

الهند
- قانون ماهاراشترا لمكافحة الجريمة المنظمة.

جمهورية ايرلندا
- مكتب الأصول الجنائية

إيطاليا
- المادة 41 مكررا - نظام السجون

المملكة المتحدة
- قانون الجريمة المنظمة والشرطة الخطيرة لعام 2005

الولايات المتحدة الأمريكية
- القانون الاتحادي لمكافحة التجديف «قانون هوبس» لعام 1946
- فيديرال واير أكت 1961
- قانون السرية المصرفية لعام 1970
- قانون مكافحة الجريمة المنظمة لعام 1970
- العنوان 21 من قانون الولايات المتحدة لعام 1970
- المؤسسة الإجرامية المستمرة المعاصرة
- قانون الكسب غير المشروع  (ريكو) 1970
- قانون مراقبة غسل الأموال لعام 1986
- قانون باتريوت أكت 2001
- قانون إنفاذ الاحتيال والتعافي لعام 2009

## حسب الأمة
- الجريمة المنظمة في ألبانيا
- الجريمة المنظمة في الصين
- الجريمة المنظمة في أيرلندا
- الجريمة المنظمة في اليابان
- الجريمة المنظمة في قيرغيزستان
- الجريمة المنظمة في هولندا
- الجريمة المنظمة في روسيا
- الجريمة المنظمة في تركيا

## اقرأ أيضاً
- فساد